# Responsabilitat social corporativa
|  | Aquest article tracta sobre el compromís voluntari de les empreses per actuar èticament i amb impacte social i ambiental immediat. Si cerqueu gestió a llarg termini dels recursos per garantir el futur més global i transversal, vegeu «Sostenibilitat». |

La Responsabilitat Social Corporativa (RSC), també anomenada Responsabilitat Social de les Empreses (RSE), és el compromís de l'organització envers les necessitats dels seus grups d'interès en els diferents àmbits (laboral, acció social, medi ambient, clientela i entitats proveïdores, i bon govern i transparència), per mitjà d'una implicació voluntària i solidària més enllà del que estableix la legislació vigent.

## Història

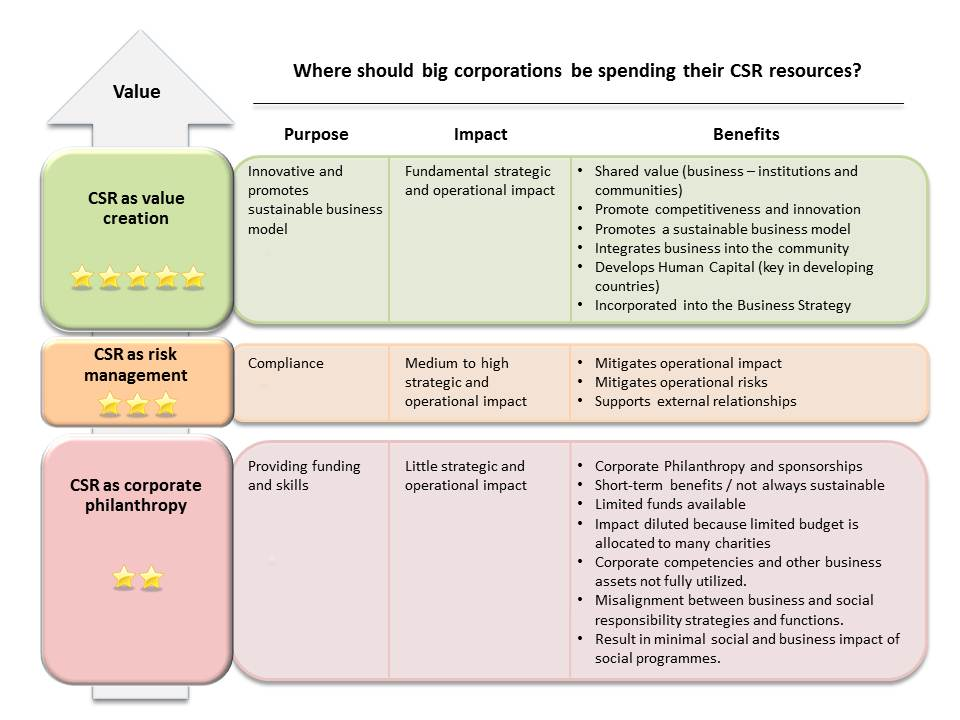
Marc de treball de la RSC en l'àmbit empresarial

Malgrat el fet que és prou recent l'ús massiu del concepte, en realitat pretén agrupar sota una mateixa denominació un munt d'actuacions que les organitzacions o persones han vingut fent des de fa temps, fins i tot segles. Des del mecenatge de l'edat mitjana fins a la més moderna accepció anglosaxona Corporate Social Responsibility, que va donar nom al d'RSC, passant pels conceptes d'ètica empresarial ben habituals des de fa dècades a moltes escoles de negocis.
L’evolució de la Responsabilitat Social Corporativa (RSC) s’ha desenvolupat en paral·lel a la presa de consciència social i ambiental per part de les empreses, amb l’aparició d’iniciatives i estàndards que han marcat fites en la seva consolidació. Els primers antecedents es remunten al segle XIX, quan les primeres crítiques a les condicions laborals durant la Revolució Industrial van impulsar moviments socials i sindicals que exigien una major responsabilitat empresarial.
El concepte modern de RSC es va començar a formalitzar als anys cinquanta del segle xx, amb l’obra de Howard Bowen, qui el 1953 va publicar el llibre Social Responsibilities of the Businessman, considerat el punt de partida acadèmic de la disciplina. Quan es pensa en un detractor rellevant de l'RSC és inel·ludible pensar en el premi Nobel Milton Friedman, que el 1970 va afirmar en un article al diari New York Times que Business of business is business (l'única finalitat de les empreses és fer negocis). Durant les dècades posteriors, la RSC va evolucionar des d’una visió filantròpica cap a una gestió més integral, especialment a partir dels anys vuitanta, quan la sostenibilitat i la rendició de comptes van esdevenir elements centrals en la gestió empresarial. Els escàndols corporatius que a principis dels anys 2000 van provocar casos com els d'Enron als Estats Units o Parmalat a Europa, va semblar que es podien superar aprofundint en la responsabilitat social corporativa, amb més transparència, ètica i pràctiques socialment responsables. També el cas de Nike, que a finals dels anys 80 i durant els 90 va patir pressions i acusacions de donar feina a menors d'edat en les seves fàbriques en països tercers, va fer que la companyia iniciés un camí de no retorn vers la transparència.
La reputació davant les parts interessades (o grups d'interès) va ser un element motor important de la RSC, fins al punt que una part central impulsora en fou la Teoria de l'Stakeholder d'Edward Freeman.

### Els primers debats
El mateix terme de Responsabilitat Social Corporativa o RSC ha estat sovint relacionat amb una mala traducció de l'anglès, on "corporate" es podria traduir per empresarial i, per tant, hi ha qui diu que RSE seria un terme més adient. El cert però és que el corrent que sembla de moment més acceptat, és que hi ha alguna diferència, en el sentit que RSE només engloba a empreses, i en canvi la Responsabilitat Social (RS) aplica a tots els sectors i agents socials, fins i tot la mateixa ciutadania. El terme "corporatiu" també es pot aplicar a organitzacions no lucratives o no privades. Alhora també pot fer referència a col·lectius. Sigui com sigui trobarem per igual ambdós conceptes, també el de RS, i fins i tot el de RSO (de les Organitzacions).
Un altre debat que encara no ha acabat ha estat el d'obligatorietat versus voluntarietat de la RSC. Hi ha hagut corrents molt partidaris de què es legislés la RSC, mentre que altres, en especial grups empresarials, apostaven per tot el contrari. El cert és que legislar la RSC va en contra del mateix concepte de "...més enllà del que estableix la legislació vigent". Tanmateix, han aparegut algunes normatives relatives a donar credibilitat a les comunicacions de RSC de les organitzacions, en especial a la Unió Europea les derivades de la Directiva 2014/95/UE del Parlament Europeu i del Consell, de 22 d'octubre de 2014, per la qual es modifica la Directiva 2013/34/UE pel que fa a la divulgació d'informació no financera i informació sobre diversitat per part de grans empreses determinades i grups determinats, té com a objectiu identificar riscos per millorar la sostenibilitat i augmentar la confiança dels inversors, els consumidors i la societat en general i per a això incrementa la divulgació d'informació no financera, com poden ser els factors socials i mediambientals.
La transposició de la directiva a l'Estat espanyol es va plasmar amb l'entrada en vigor el gener del 2018 del Reial Decret-Llei 18/2017, de 24 de novembre, pel qual es modifica el Codi de Comerç espanyol, el text refós de la Llei de Societats de Capital i la Llei 22/2015, d'Auditories de Comptes, en matèria d'informació no financera i diversitat (coneguda com a Llei d'Informació No Financera), suposa que les empreses d'interès públic, de més de 250 empleats, han d'incloure en els seus informes de gestió, o en un informe separat, informació en matèria de responsabilitat social corporativa.

### Les iniciatives vinculades amb la RSC
A finals del segle XX i principis del XXI, la globalització i la pressió social van propiciar la creació de marcs i estàndards internacionals. El 2000, les Nacions Unides van impulsar el Pacte Mundial, que promovia l’adhesió voluntària de les empreses a deu principis universals sobre drets humans, laborals, medi ambient i lluita contra la corrupció, i que va esdevenir una referència global per a la responsabilitat social empresarial. Paral·lelament, el 1997 es va crear la iniciativa independent Global Reporting Initiative (GRI), que establia un model per a la redacció de memòries de sostenibilitat i la rendició de comptes de les empreses.
Durant la dècada dels 2000, es van consolidar altres iniciatives com la norma SA8000, centrada en la certificació de drets laborals i condicions ètiques a la cadena de subministrament, i la ISO 26000, publicada el 2010 com a guia internacional per integrar la responsabilitat social en la gestió empresarial, tot i que no és certificable. També va destacar la sèrie de normes AA1000, que va oferir directrius per a la verificació externa dels informes de sostenibilitat, i l’SGE 21 de Forética, una norma europea independent de gestió ètica i socialment responsable.
El 2015, les Nacions Unides van aprovar els Objectius de Desenvolupament Sostenible (ODS), que van situar la RSC com a peça clau per assolir un desenvolupament global sostenible fins al 2030, integrant la responsabilitat social dins l’estratègia de les organitzacions públiques i privades. Aquest recorregut evidenciava com la RSC va passar d’una pràctica voluntària a un element central de la gestió empresarial, amb una atenció creixent a la transparència, la sostenibilitat i la rendició de comptes.

## Els àmbits de la RSC
La Responsabilitat Social Corporativa (RSC) es desplega en diferents àmbits que reflecteixen el compromís de les organitzacions amb el desenvolupament sostenible i la creació de valor compartit. Tradicionalment, la RSC s’ha estructurat en tres dimensions clàssiques: l’econòmica, la social i l’ambiental. Aquestes dimensions es coneixen també com la triple línia de resultats o triple balanç, i serveixen per avaluar l’impacte global de l’activitat empresarial.
- Dimensió econòmica: Inclou la gestió responsable dels recursos, la generació de valor a llarg termini, la sostenibilitat financera, la innovació i la contribució al desenvolupament econòmic del territori. També implica la transparència en la gestió i la responsabilitat fiscal.[17][18]
- Dimensió social: Es refereix a l’impacte de l’empresa sobre les persones, tant a nivell intern (condicions laborals, igualtat d’oportunitats, formació, salut i seguretat) com extern (relació amb la comunitat, acció social, respecte als drets humans i col·laboració amb entitats socials).[17][18]
- Dimensió ambiental: Engloba les polítiques i accions per minimitzar l’impacte ambiental de l’activitat empresarial, com ara l’ús eficient dels recursos, la reducció d’emissions, la gestió de residus i la protecció de la biodiversitat.[17][18]

Amb l’evolució del concepte, s’ha anat consolidant una anàlisi més detallada a través dels cinc vectors d’impacte empresarial: bon govern, laboral, ambiental, social i mercat. Aquesta classificació permet una aproximació integral i transversal a la RSC:
- Governança: Fa referència a la transparència, l’ètica, la gestió responsable, la participació de la direcció i el diàleg amb els grups d’interès. Inclou la definició de la missió, els valors corporatius i la rendició de comptes.[19][18]
- Laboral: Abarca la qualitat de l’ocupació, la igualtat, la diversitat, la formació, la salut laboral i la participació de les persones treballadores en la presa de decisions.[19][1]
- Ambiental: Se centra en la gestió sostenible dels recursos, la prevenció de la contaminació, l’eficiència energètica i la lluita contra el canvi climàtic.[19][1]
- Social i comunitari: Inclou la relació amb la comunitat, la col·laboració amb entitats socials, l’acció social i la contribució al desenvolupament local.[19][1]
- Mercat: Relacionat amb la gestió responsable de la cadena de subministrament, la competència lleial, la qualitat i seguretat dels productes i serveis, i la relació amb la clientela i els proveïdors.[19][1]

A 2025, especialment en l’àmbit financer i inversor, s'havia imposat el model ESG ("Environmental, Social and Governance"), conegut en català com ASG (Ambiental, Social i Governança). Aquest enfocament integrava els criteris ambientals, socials i de governança com a eixos fonamentals per avaluar la sostenibilitat i el risc de les organitzacions. Els criteris ASG es van convertir en referència per a inversors i empreses, ja que permetien mesurar de manera sistemàtica el seu comportament i impacte global, i situaven la governança ètica al mateix nivell que la gestió ambiental i social.

## La RSC a la Unió Europea
La Comissió Europea va presentar el 2001 un llibre verd per a les Comunitats Europees, com s'anomenava aleshores la UE, "promocionant un marc europeu per a la responsabilitat social de les empreses". En aquest document es definia la RSC com "un concepte pel qual les empreses integren les preocupacions socials i ambientals en les seves operacions empresarials i en la seva interacció amb els seus grups d'interès de manera voluntària".
L'any 2011, la Comissió va reconèixer un "enfocament estratègic" de la RSC com "cada vegada més important també per a la competitivitat de les empreses". Creient que les empreses podien "contribuir de manera significativa als objectius del tractat de la Unió Europea de desenvolupament sostenible i una economia social de mercat altament competitiva", va presentar una estratègia revisada l'octubre de 2011, A renewed EU strategy 2011-14 for Corporate Social Responsibility. En aquest document, la RSE es va definir més breument com "la responsabilitat de les empreses pel seu impacte en la societat".
Paral·lelament a la RSC, també es va adoptar el terme alternatiu "conducta empresarial responsable" (anglès: Responsible Business Conduct, RBC) introduït per l'OCDE. Ja no es tracta la RSC com un aspecte "voluntari" o com a aspecte "addicional" de la gestió d'una empresa, la comissió ara va afirmar que "les empreses haurien de disposar d'un procés per integrar les preocupacions socials, mediambientals, ètiques, dels drets humans i dels consumidors en les seves operacions comercials i en l'estratègia bàsica en estreta col·laboració amb els seus grups d'interès".
Les accions previstes en el marc de l'agenda 2011-2014 tenien com a objectiu:
- Millorar la visibilitat de la RSC i difondre les bones pràctiques
- Millora i seguiment dels nivells de confiança en els negocis
- Millorar els processos d'autoregulació i corregulació
- Millorar la recompensa del mercat per a la RSC
- Millorar la divulgació de la informació social i ambiental de l'empresa
- Integrar més la RSC en l'educació, la formació i la recerca
- Emfatitzar la importància de les polítiques de RSC nacionals i subnacionals
- Alinear millor els enfocaments europeus i globals de la RSC.

Posteriorment, la Comissió va publicar un document de treball el març de 2019 que analitzava els avenços en la implementació de la RSC/RBC i les empreses i els drets humans.
El 2024 va entrar en vigor la Directiva sobre Informació Corporativa de Sostenibilitat (CSRD per les seves inicials en anglès), que va ampliar de manera significativa el nombre d’empreses obligades a informar sobre els seus impactes ambientals, socials i de governança, afectant més de 50.000 companyies a la Unió Europea. Aquesta normativa va establir que la informació de sostenibilitat ha de ser tan rigorosa i comparable com la financera, exigint dades detallades sobre qüestions com la biodiversitat, la gestió de recursos, la plantilla i el bon govern, seguint els Estàndards Europeus d’Informació de Sostenibilitat (ESRS per les seves inicials en anglès). La CSRD introdueix el principi de doble materialitat, que obliga les empreses a informar tant sobre l’impacte que tenen en el medi ambient i la societat com sobre com aquests factors afecten la seva pròpia activitat.
A principis de 2025, tanmateix, per reduir la càrrega administrativa i facilitar l’adaptació de les empreses, la Unió Europea va aprovar una llei òmnibus, la Directiva (UE) 2025/794 del Parlament Europeu i del Consell, de 14 d’abril de 2025, que va simplificar i racionalitzar les obligacions d'informació en sostenibilitat. Aquesta reforma limitava les exigències per a les pimes i va introduir mesures per protegir-les de sol·licituds excessives d’informació, tot mantenint els objectius de transparència i sostenibilitat del marc europeu.